# سنجانک (قزوین)
سنجانک (قزوین)، روستایی از توابع بخش کوهین شهرستان قزوین در استان قزوین ایران است.

## جمعیت
این روستا در دهستان ایلات قاقازان شرقی قرار دارد و براساس سرشماری مرکز آمار ایران در سال ۱۳۸۵، جمعیت آن ۵۱۱ نفر (۸۲خانوار) بوده‌است.